# 교원능력개발평가
교원능력개발평가(혹은 짧게 교원평가)는 대한민국 교육부에서 교원능력 신장 및 학생과 학부모의 공교육 만족도 향상, 공정한 평가를 통한 교원의 지도능력 및 전문성 강화를 통한 학교교육의 질적 향상을 위해 매년마다 교원을 평가하는 제도이다.
교원능력개발평가는 학생만족도조사, 학부모만족도조사와 동료평가로 나뉜다. 따라서 교원들은 교장과 교감, 동료, 학생 및 학부모들에게 모두 평가를 받는다.

## 역사
2005년 5월 5일 교육부(당시 교육인적자원부)가 발표한 교원평가제도 개선 방안의 추진방향에 따르면 평가대상은 국공립은 물론 사립 학교를 포함한 모든 초중고교 교원이 대상이고, 평가내용은 교장, 교감은 학교운영 전반을 평가받고 일선 교사는 수업계획과 실행 등에 대해 평가를 받게 된다. 평가방법은 동료교원은 평소 관찰이나 한 학기에 1회 이상 공개 수업을 하여 종합적으로 평가하고 학부모와 학생은 설문 조사서를 작성, 제출하는 방식으로 이뤄진다. 이와 함께 평가 결과는 매년 11월 개별 교원에게 통보되어 개별적인 결과는 공개되지 않지만 해당 학교 교장ㆍ교감에게는 통보가 될 예정이다. 그러나 평가 결과는 교원의 능력을 신장하는데 활용하기 위한 것이지 인사 등과는 연계하지 않는다. 또한 기존의 평가제와는 달리 결과 공개를 원칙으로 하며 절대평가가 이루어진다는 것이 교육부의 방침이다. 이것은 교원능력"개발"평가라는 명칭에서 알 수 있다.